# Pierre Joseph Buc’hoz
Pierre Joseph Buc’hoz (* 27. Januar 1731 in Metz; † 13. Januar 1807 in Paris) war ein französischer Arzt, Jurist und Naturforscher. Sein offizielles botanisches Autorenkürzel lautet „Buc’hoz“.
Buc’hoz wurde 1763 in Nancy zum Doktor der Medizin promoviert. Er widmete sich der Botanik, interessierte sich aber auch für die Behandlung von Depressionen und empfahl Musik als Therapie. Er bereiste intensiv seine Heimat Lothringen und veröffentlichte eine 13-bändige Naturgeschichte über diese Region. Er gab Vorlesungen über Botanik und war Dozent am Collège Royal des Médecins de Nancy. Als Autor vieler botanischer Schriften beschäftigte er sich zudem mit Tieren (insbesondere Vögel) und Mineralien. Der International Plant Name Index (IPNI) zeigt eine Liste von 58 Pflanzen, die von Buc’hoz beschrieben wurden.

## Werke (Auswahl)
- Mémoire sur la manière de guérir la mélancolie par la musique.
- Medecine rurale et pratique, ou Pharmacopée végétale et indigene: ouvrage, egalement utile aux Seigneurs de Campagne, aux Curés, & aux Cultivateurs. Lacombe, Paris 1768 (nbn-resolving.de)
- Histoire naturelle des animaux domestiques. (1770)
- Histoire naturelle du règne végétal. (1774) (botanicus.org)
- Histoire générale et économique des trois ordres. (1775)
- Neueste Heilkunde oder Heilungsmittel, die entweder ganz neu erfunden, oder zur Cur mancher höchst verzweifelter und fürchterlicher Krankheiten von neuem eingeführt worden sind. Felßeker, Nürnberg 1777 (nbn-resolving.de)
- Herbier ou collection des plantes médicinales de la Chine d’après un manuscrit peint et unique qui se trouve dans la Bibliothèque de l’Empereur de la Chine. (1781)
- Les dons merveilleux et diversement coloriés de la nature dans le règne animal, ou collection d’animaux précieusement coloriés. (1782)
- L’art alimentaire ou méthode pour préparer les aliments les plus sains pour l’homme. (1783)
- Dictionnaire minéralogique de la France. (1785)
- Dictionnaire des plantes, arbres et arbustes de la République.